# کوبی برایانت
کوبی بین برایانت (به انگلیسی: Kobe Bean Bryant) (زادهٔ ۲۳ اوت ۱۹۷۸ – درگذشته ۲۵ ژانویهٔ ۲۰۲۰)بسکتبالیست فقید آمریکایی و تاجر بود. او همۀ ۲۰‌سال دوران بازی‌اش را در تیم لس آنجلس لیکرز در اتحادیه ملی بسکتبال (ان‌بی‌ای) گذراند.
کوبی برایانت قهرمانی ۵ دوره رقابت‌های ان‌بی‌ای را کارنامه دارد. برایانت در ۱۳ آوریل ۲۰۱۶ از دنیای حرفه‌ای بسکتبال خداحافظی کرد؛ او در آخرین بازی خود با یوتا جاز ۶۰ امتیاز به‌دست آورد. برایانت ۱۰ سال اول دوران حرفه‌ای خود را با شماره ۸ و ۱۰ سال دوم را با شماره ۲۴ بازی می‌کرد. به‌ همین علت باشگاه لیکرز به افتخار کوبی ، هر دو شماره ۸ و ۲۴ را برای همیشه بایگانی کرد. 
سبک بازی کوبی، بسیار شبیه مایکل جردن افسانه‌ای بود. تا جایی که مایکل معتقد بود که کوبی تمام حرکاتش را از او تقلید کرده‌است. شوت‌زنی عالی، دانک، پرش‌های زیبا و دفاع فوق‌العاده از مهارت‌های کوبی برایانت بود.  
او با کسب ۳۳۶۴۳ امتیاز پس از لبران جیمز، کریم عبدالجبار  و کارل مالون، در رتبه  چهارم بیشترین امتیازآوران تاریخ ان‌بی‌ای قرار دارد. لبران جیمز همیشه برایانت را ستوده و از او به عنوان الگوی خود در دوران دبیرستان نام برده که بعدها مهم‌ترین رقیب و هم‌چنین نزدیک‌ترین دوست او شد.
کوبی جز ۱۰ بازیکن تاریخ بسکتبال و یکی از پرافتخارترین بازیکنان تاریخ ان‌بی‌ای به‌شمار می‌آید و همواره یکی از ارکان مهم تیم ستارگان آل استار بود. او به‌‌همراه شکیل اونیل، با تیم لیکرز به ۳ قهرمانی از سال ۲۰۰۰ تا ۲۰۰۲ دست یافت. بعد از جدا شدن شکیل اونیل از تیم لیکرز (فصل ۰۴–۲۰۰۳)، کوبی پایهٔ اصلی تیم لیکرز به حساب می‌آمد و موفق شد در سال‌های ۲۰۰۹ و ۲۰۱۰ تیم لیکرز را به مقام قهرمانی برساند. کوبی در سال ۲۰۰۶ در بازی مقابل تیم تورنتو رپترز، با ۸۱ امتیاز، بعد از ویلت چمبرلین، بیشترین امتیاز در یک بازی را به دست آورد.
کوبی برایانت در فصل ۰۸–۲۰۰۷ به عنوان بهترین بازیکن ان‌بی‌ای انتخاب شد و جایزه باارزش‌ترین بازیکن ان‌بی‌ای را از آن خود کرد و در همان سال، تیم لس آنجلس را به فینال این رقابت‌ها رساند و همچنین با تیم بسکتبال ایالات متحده آمریکا، قهرمان المپیک شد. وی دوازده بار در بازی ستارگان یا آل‌استارز شرکت داشت و در سال‌های ۲۰۰۲، ۲۰۰۷ و ۲۰۰۹ به عنوان بهترین بازیکن این رقابت‌ها انتخاب شد. وی همچنین در سال ۲۰۱۰ به عنوان بازیکن اول از لحاظ کسب امتیاز در تاریخ باشگاه لیکرز معرفی شد. او ۸ بار در تیم اول منتخب ان‌بی‌ای و ۸ بار در تیم اول دفاعی ان‌بی‌ای قرار گرفت. همچنین در نظرسنجی سال ۲۰۰۹ که توسط دو شبکه ورزشی تی‌ان‌تی و اسپورتینگ‌نیوز انجام گرفت، توانست بالاتر از پنج رقیب دیگر خود و با آمار ۵۴٪ از کل نظرات، عنوان بهترین بازیکن دهه اخیر بین سال‌های ۲۰۰۰ تا ۲۰۰۹ را از آن خود کند. او به‌عنوان بازیکن، پنج‌بار قهرمانی ان‌بی‌ای و دوبار عنوان بهترین بازیکن فینال ان‌بی‌ای را کسب کرد. کوبی برایانت در نودمین مراسم اسکار در سال ۲۰۱۸ موفق شد، یکی از برندگان جایزه اسکار باشد. کوبی این جایزه را برای ایفای نقش در یک فیلم کوتاه پویانمایی به نام بسکتبال عزیز کسب کرد. اسم مستعار او مامبای سیاه است. برایانت در ۲۶ ژانویهٔ ۲۰۲۰ همراه با دخترش جیانا برایانت و ۷ نفر دیگر بر اثر سقوط هلیکوپتر، در نزدیکی کالاباساس درگذشت.

## سال‌های اولیه و تحصیل
کوبی برایانت در فیلادلفیا، پنسیلوانیا به دنیا آمد. او کوچک‌ترین از بین سه فرزند جو برایانت، بازیکن بسکتبال سابق ان‌بی‌ای و پاملا کاکس برایانت است. بین، میان‌نام او برگرفته از لقب پدرش «جلی‌بین» است. برایانت در خانواده‌ای کاتولیک رومی بزرگ شد. هنگامی که کوبی شش ساله بود، پدرش ان‌بی‌ای را ترک کرده و همراه با خانواده‌اش به شهر ریتی در ایتالیا رفت تا فعالیت خود به عنوان بسکتبالیست حرفه‌ای دهد. و کوبی در این مدت به شیوه زندگی جدیدش عادت کرده و به زبان ایتالیایی تسلط یافت. کوبی هر تابستان به آمریکا برمی‌گشت تا در لیگ تابستانی بسکتبال شرکت کند.
او از سه سالگی بسکتبال را آغاز کرد و در همان کودکی تیم مورد علاقه‌اش لیکرز بود. در مدت زمانی که در ایتالیا زندگی کرد، به فوتبال هم روی آورد و تیم مورد علاقه‌اش آ ث میلان است. پس از بازنشسته شدن جو برایانت از بسکتبال در سال ۱۹۹۱، خانوادهٔ برایانت به آمریکا بازگشت.

### دوران دبیرستان
درخشش کوبی برایانت در تیم دبیرستان لوِر مِریان، در فیلادلفیا، باعث شناخته شدن وی در آمریکا شد. مربی تیم سال دوم او پدرش، جو برایانت بود. کوبی در کمپ آدیداس در کنار هم تیمی آیندهٔ خود یعنی لمار اودم بازی کرد و برندهٔ جایزهٔ بهترین بازیکن کمپ در سال ۱۹۹۵ شد. او دوران حرفه‌ای خود در دبیرستان را با جوایز بسیاری از جمله؛ بهترین بازیکن رقابت‌های دبیرستانی و جایزهٔ ال آمریکن مک دونالدز به پایان رساند. معدل کوبی برای راهیابی به بهترین دانشگاه‌های آمریکا مناسب بود ولی او، تصمیم گرفت که به لیگ حرفه‌ای ان‌بی‌ای بپیوندد.

## دوران حرفه‌ای

### درفت ان‌بی‌ای ۱۹۹۶
برایانت نخستین گاردی بود که مستقیماً از دبیرستان درفت می‌شد و او در دور سیزدهم درفت سال ۱۹۹۶ توسط شارلوت هورنتز انتخاب شد. بنا به صحبت‌های آرن تلم مدیر برنامهٔ وقت برایانت، بازی کردن برایانت برای شارلوت هورنتز «امکان‌ناپذیر» بود. با این حال بیل برانچ رئیس بخش استعدادیابی شارلوت هورنتز اعلام کرد که شارلوت هورنتز با لس آنجلس لیکرز بر سر ترید درفتشان پیش از انتخاب برایانت به توافق رسیده بودند. دو تیم یک روز پیش از درفت بر سر این ترید توافق کرده بودند و پنج دقیقه پیش از انتخاب، لیکرز به شارلوت هورنتز اعلام کرده بود که چه کسی را برگزیند. سرانجام لس آنجلس لیکرز، او را در عوض مدافع قدرتمند خود یعنی ولید دیواچ به عضویت خود درآورد.

### سازگاری با ان‌بی‌ای - ۱۹۹۹–۱۹۹۶
برایانت نخستین بازی‌اش را در لیگ حرفه‌ای تابستانه در لانگ بیچ، کالیفرنیا و توانست ۲۵ امتیاز بگیرد. مدافعان در مقابله با او تقلا می‌کردند و عملکرد او دل هریس سرمربی وقت لیکرز و کنفرانس غرب را به وجد آورد. او در اوایل سال اول چندان به بازی گرفته نشد اما با گذشت زمان، او به تیم اول لس آنجلس لیکرز راه یافت و به عنوان جوان‌ترین بازیکن ان‌بی‌ای معرفی شد (بعدها هم تیمی او اندرو باینم این رکورد را شکست). کوبی در سال ۱۹۹۷ با پیروزی در مسابقات اسلم دانک، طرفداران زیادی پیدا کرد. او با از دست دادن موقعیت‌های حساس در بازی‌های مهم، فصل را با ناکامی به پایان رساند ولی هم تیمی وقت کوبی، شکیل اونیل از او حمایت کرد؛ شکیل در این باره می‌گوید: «کوبی تنها کسی بود که جرأت پرتاب توپ را در شرایط حساس داشت.»
فصل دوم برای کوبی بهتر آغاز شد. او در این فصل بیشتر به کار گرفته شد و با بازی‌های درخشانش، به تیم آل استار (ستارگان) راه پیدا کرد. بدین ترتیب نام کوبی به عنوان جوان‌ترین بازیکن تیم آل استار (ستارگان) در تاریخ ان‌بی‌ای به ثبت رسید.
کوبی برایانت در فصل سوم در همهٔ بازی‌های تیم لس آنجلس لیکرز حاضر بود. کادر فنی تیم که از بازی وی بسیار راضی بودند، با کوبی قراردادی شش ساله به ارزش ۷۰ میلیون دلار به امضا رساندند. نحوهٔ بازی کوبی فوق‌العاده بود چون به بازی بزرگانی چون مایکل جردن و مجیک جانسون شباهت زیادی داشت. کوبی به همراه تیم لس آنجلس لیکرز به پلی آف (نیمه نهایی) مسابقات ان‌بی‌ای راه یافت ولی این تیم در مصاف با تیم سن انتونیو سپرز مغلوب شد.

### سال‌های قهرمانی - ۲۰۰۲–۱۹۹۹
با به روی کار آمدن سرمربی جدید، فیل جکسون افسانه‌ای، تیم لس آنجلس لیکرز متحول شد. کوبی برایانت و شکیل اونیل زوج غیرقابل مهاری و قدرتمندی را تشکیل داده بودند و همین باعث قهرمانی لیکرز در سه سال پیاپی یعنی سال‌های ۲۰۰۰، ۲۰۰۱ و ۲۰۰۲ شد.

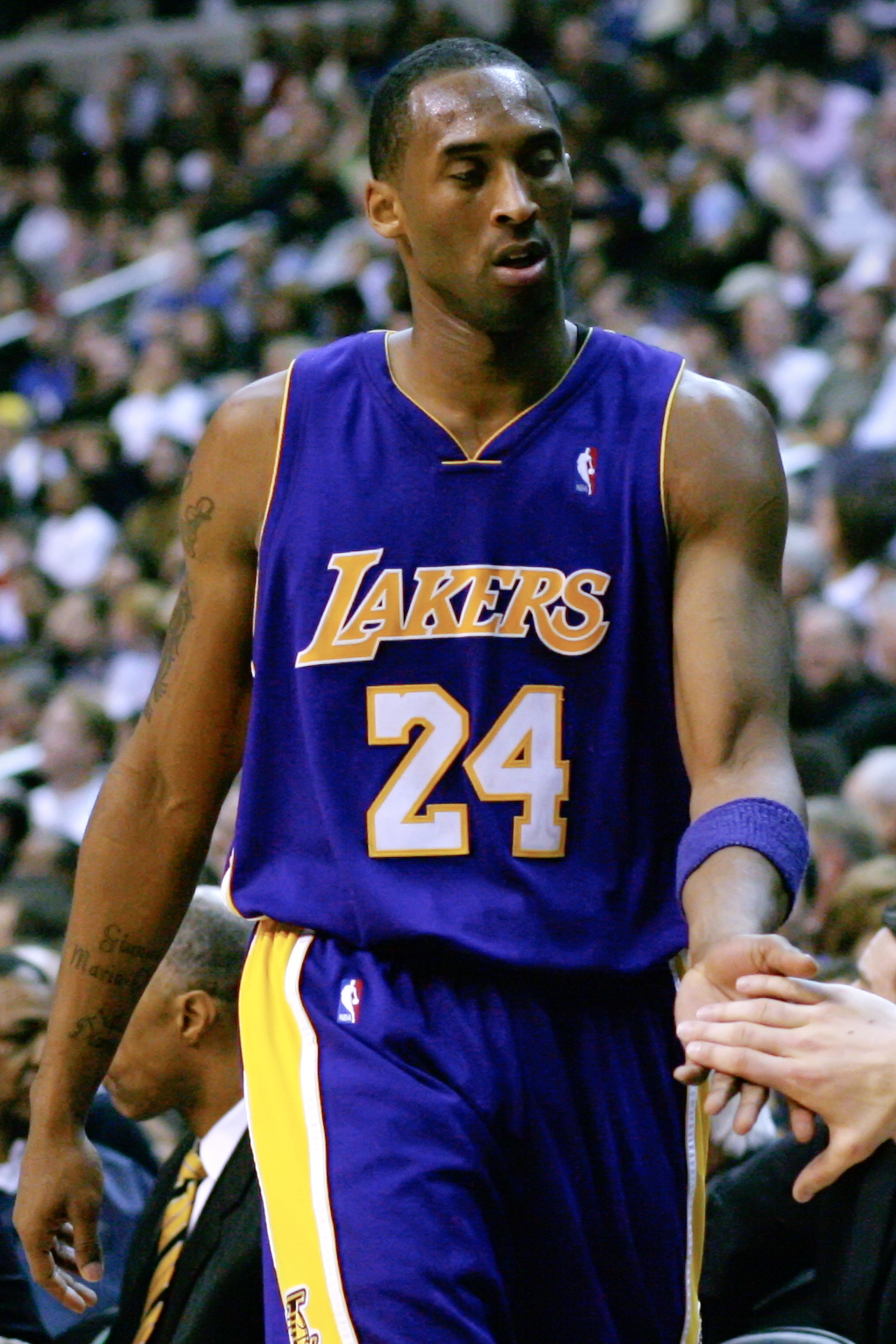
کوبی بریانت، واشینگتن

کوبی فصل ۲۰۰۰–۱۹۹۹ را با مصدومیت آغاز کرد. او در یکی از بازی‌های پیش فصل (آمادگی)، مقابل تیم واشینگتن ویزاردز، از ناحیهٔ سر دچار مصدومیت شد و به همین دلیل، شش ماه از میادین دور بود اما با بازگشت او تیم لس آنجلس لیکرز به ۶۷ برد دست یافت و رکورد جدیدی در تاریخ لیگ ان‌بی‌ای ثبت کرد. در این فصل، شکیل اونیل ام وی پی (بهترین بازیکن سال) ان‌بی‌ای شناخته شد.
کوبی برایانت در بازی دوم فینال سال ۲۰۰۰ از ناحیهٔ مچ پا مصدوم شد و تا بازی چهارم تیم لس آنجلس لیکرز را همراهی نکرد ولی بازگشت طوفانی او منجر به قهرمانی تیم لس آنجلس لیکرز شد. این نخستین قهرمانی این تیم بعد از دوازده سال به‌شمار می‌آمد.
کوبی در فصل ۲۰۰۱–۲۰۰۰ بهتر از فصل پیش بازی کرد. تیم لس آنجلس لیکرز به راحتی به بازی‌های حذفی راه یافت و برای دومین سال پیاپی قهرمان ان‌بی‌ای شد. به گفتهٔ شکیل اونیل، کوبی بهترین بازیکن آن فصل ان‌بی‌ای بود.
تیم لس آنجلس لیکرز در فصل ۲۰۰۲–۲۰۰۱ باز هم به فینال مسابقات ان‌بی‌ای راه یافت و با درخشش کوبی برایانت، برای سومین بار پیاپی قهرمان شد. کوبی در مجموع ۸۰ بازی برای این تیم انجام داد و با وارد سبد کردن توپ‌ها در شرایط فوق‌العاده حساس، بازیکن کلاچ زن (بازیکنی که در شرایط حساس بتواند توپ‌های سرنوشت ساز را وارد سبد کند) لقب گرفت.

### سال‌های پس از قهرمانی ۲۰۰۴–۲۰۰۲
فصل ۲۰۰۳–۲۰۰۲ یکی از بهترین فصل‌ها برای کوبی برایانت بود. او در ۹ بازی پیاپی بیشتر از ۴۰ امتیاز گرفت و تیم لس آنجلس لیکرز به راحتی به مسابقات حذفی ان‌بی‌ای راه پیدا کرد اما در نیمه نهایی مقابل تیم سن آنتونیو اسپرز که در آن سال قهرمان ان‌بی‌ای شد، شکست خورد. کوبی در این فصل در بازی مقابل تیم سیاتل سوپرسونیکس موفق شد با وارد کردن دوازده پرتاب سه امتیازی درون سبد رکورد بیشترین پرتاب سه امتیازی در یک بازی را تا چهارده سال بعد از آن خود کند.
تیم لس آنجلس لیکرز برای جبران ناکامی فصل پیش، کارل مالون و گری پیتون، دو بازیکن از بهترین بازیکنان آن زمان لیگ ان‌بی‌ای را به خدمت گرفت تا بتواند بار دیگر برای قهرمانی تلاش کند. قبل از شروع فصل ۲۰۰۴–۲۰۰۳، کوبی برایانت به تجاوز جنسی متهم و دستگیر شد. به همین دلیل بسیاری از بازی‌های شروع فصل را از دست داد اما با وجود این تیم لس آنجلس لیکرز به فینال مسابقات ان‌بی‌ای راه یافت. در بازی فینال که در مقابل تیم دیترویت پیستونز انجام شد، در نهایت تیم لس آنجلس لیکرز با یک برد و چار باخت مغلوب شد.
در پایان این فصل، فیل جکسون قرارداد خود را تمدید نکرد و در ادامه راه مربیگری تیم لس آنجلس لیکرز به رودی تامجاناوچ واگذار شد. شکیل اونیل به خدمت تیم میامی هیت درآمد و در عوض، لمار اودم، کرول باتلر و برایان گرنت از تیم میامی هیت به لس آنجلس لیکرز پیوستند. کوبی برایانت از طرف تیم لس آنجلس کلیپرز پیشنهادهایی داشت اما در نهایت باعقد قراردادی هفت ساله در تیم لس آنجلس لیکرز باقی‌ماند.

### پس از جدا شدنشکیل اونیلاز تیم - ۲۰۰۷–۲۰۰۴
در فصل ۲۰۰۵–۲۰۰۴، کوبی برایانت به دلیل اتفاقات فصل پیش، مورد انتقاد شدید قرار گرفت. یکی از این منتقدان، مربی پیشین او، فیل جکسون بود. فیل در کتاب خود؛ فصل پیش: تیمی در جستجوی روح خود، کوبی برایانت را بازیکنی آموزش ناپذیر خواند و همین موضوع کمی از محبوبیت او کاست.
مربی جدید تیم لس آنجلس لیکرز، رودی تامیانوویچ، در اواسط فصل، به دلیل مشکلات جسمانی، از سمت خود کناره‌گیری کرد و فرانک هامبلن، کمک مربی تیم لس آنجلس لیکرز، هدایت تیم را برای ادامهٔ فصل بر عهده گرفت. در این فصل با وجود درخشش کوبی برایانت و تلاش تیم لس آنجلس لیکرز، این تیم به مسابقات پلی آف ان‌بی‌ای راه پیدا نکرد.
فیل جکسون در فصل ۲۰۰۶–۲۰۰۵، به تیم لیکرز بازگشت. کوبی و فیل گذشته را فراموش کردند و به کمک دیگر بازیکنان، تیم لس آنجلس لیکرز را به مسابقات حذفی رساندند اما آنها در دور اول مغلوب تیم فونیکس سانز شدند. او در بازی چهارم مقابل تیم فونیکس و در شرایطی که بازی مساوی بود و کمتر از یک ثانیه به پایان بازی باقی‌مانده بود با شوت زنی از میان چهار مدافع توپ را وارد سبد کرد وباعث پیروزی تیم لیکرز شد. هر چند که تیم لیکرز با نتیجه ۴ بر ۳ مغلوب فینیکس شد اما کارشناسان و تحلیلگران ان‌بی‌ای بازی این دو تیم را در دور اول مسابقات حذفی، حساس‌ترین و جذاب‌ترین بازی دور اول در تاریخ مسابقات حذفی دانسته‌اند. در پایان فصل، کوبی شماره پیراهن خود را از ۸ به ۲۴ تغییر داد. او به دلیل عمل جراحی زانو، به مسابقه‌های ملی (فیبا) نرسید. او در این فصل در بازی مقابل تیم تورنتو رپترز با بدست آوردن ۸۱ امتیاز بعد از ویلت چمبرلین رکورد بیشترین امتیاز در یک بازی را از آن خود کرد کوبی همچنین در بازی مقابل تیم دالاس مَوریکس موفق شد در سه کوارتر ۶۲ امتیاز را بدست آورد. کوبی در این فصل آمار خیره‌کننده ۴/۳۵ امتیاز در هر بازی را بدست آورد که هشتمین معدل امتیاز در تاریخ ان‌بی‌ای به‌شمار می‌آید. او در این فصل برای نخستین بار امتیاز آورترین بازیکن شد. در پایان این فصل کارشناسان ورزش بسکتبال او را یکی از بهترین‌های تاریخ ان‌بی‌ای اعلام کردند.

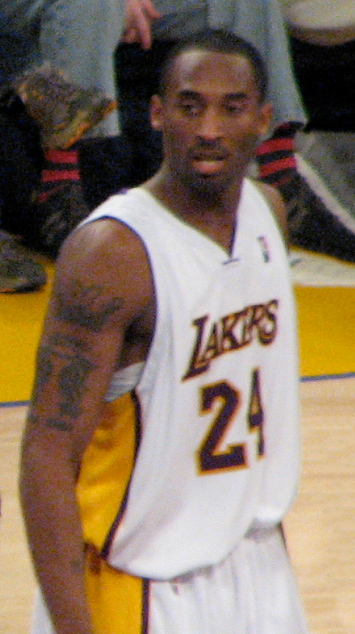
کوبی در سال ۲۰۰۷

کوبی در فصل۲۰۰۷–۲۰۰۶ بارها و بارها محروم شد. او در بازی مقابل تیم سن آنتونیو اسپرز (۲۸ ژانویه) هنگامی که برای پرتاپ یک توپ به هوا بلند شد، با دست خود به صورت مانو جینوبلی، بازیکن سن آنتونیو اسپرز زد. بعد از چند بار مرور حادثه توسط لیگ ان‌بی‌ای، کوبی مقصر شناخته و از یک بازی محروم شد. تقریباً دو ماه بعد، حادثه‌ای شبیه به حادثهٔ پیشین رخ داد و بار دیگر کوبی برایانت از یک بازی محروم شد. او در نخستین بازی بعد از محرومیتش با آرنج به صورت کایل کورور کوبید ولی این بار محروم نشد و داوران فقط این حرکت را یک خطای سخت در نظر گرفتند.
در فصل ۲۰۰۷–۲۰۰۶، پیراهن کوبی برایانت پرفروش‌ترین پیراهن در رشتهٔ بسکتبال شناخته شد. تیم لس آنجلس لیکرز بار دیگر در دور اول مسابقات حذفی، در مقابل تبم فونیکس سانز شکست خورد. آمار او در این فصل ۶/۳۱ امتیاز در هر بازی بود. کوبی برای دومین سال پیاپی امتیاز آورترین بازیکن ان‌بی‌ای شد. کوبی برایانت در این فصل توانست در ۴ بازی پیاپی حد اقل ۵۰ امتیاز (به ترتیب:۶۵٬۵۰٬۶۰٬۵۰)کسب کندو نام خود را در کنار بزرگانی مثل مایکل جردن و ویلت چمبرلین قرار دهد. او در این فصل یک بار دیگر پس از فصل ۲۰۰۲_۲۰۰۱ بهترین بازیکن بازی ستارگان All Star لقب گرفت.

### بهترین بازیکن در فصل ۲۰۰۸–۲۰۰۷

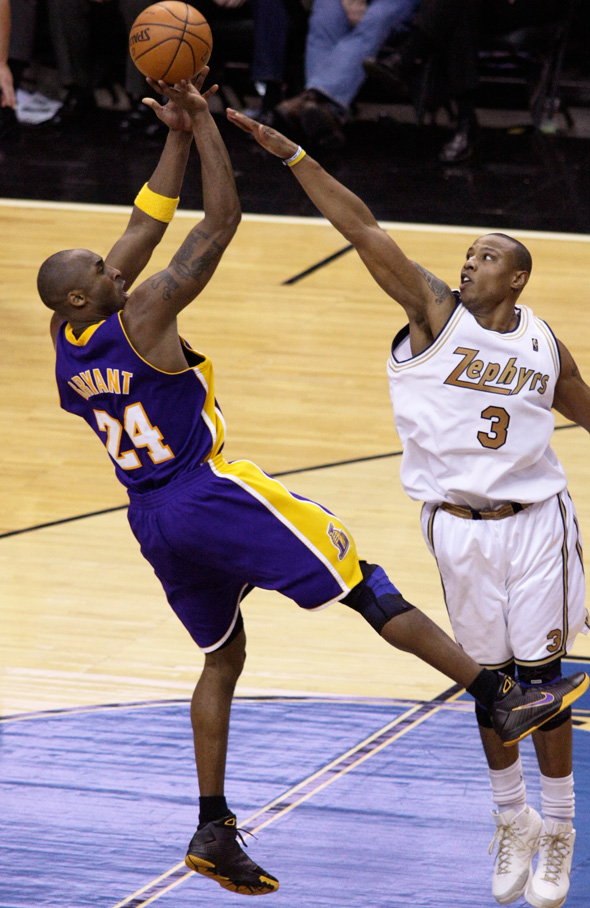
مارس ۲۰۰۹

کوبی برایانت در ۲۵ فوریه دچار مصدومیت شدیدی در ناحیهٔ انگشت کوچک دست راست شد. به گفتهٔ پزشکان، استخوان انگشت او ترک خورده و رباط انگشتش، پاره شده بود اما کوبی در خواست کرد که عمل جراحی انگشتش تا پایان فصل به تعویق بیفتد. کوبی در همه ۸۲ بازی تیم لس آنجلس لیکرز شرکت کرد و در ۶ می، عنوان بهترین بازیکن لیگ ان‌بی‌ای را با معدل ۳/۲۸ امتیاز در هر بازی (دومین گلزن بعد از لبران جیمز) به خود اختصاص داد. تیم لس آنجلس لیکرز به فینال مسابقات ان‌بی‌ای راه یافت. این نخستین باری بود که این تیم، بدون شکیل اونیل، به فینال می‌رسید.
تیم لس آنجلس لیکرز در دیدار فینال، با نتیجهٔ ۲–۴ مغلوب رقیب دیرینهٔ خود، بوستون سلتیکس شد.

### سال‌های بازگشت به قهرمانی ۲۰۱۰–۲۰۰۸
کوبی در فصل ۲۰۰۹–۲۰۰۸ بسیار عالی ظاهر شد. او در این فصل معدل ۸/۲۶ امتیاز در هر بازی را از خود به جای گذاشت. کوبی در بازی مقابل تیم نیویورک نیکس با بدست آوردن ۶۱ امتیاز موفق شد به افتخار بازیکنی که بیشترین امتیاز را در سالن مدیسون گاردن نیویورک به دست آورده‌است، نائل آید. او به همراه بازیکنان بزرگی همچون پاو گسال، درک فیشر و لمار اودم تیم لس آنجلس لیکرز را با رکورد ۶۵ برد و ۱۷ باخت به بازی‌های حذفی رساند. آن‌ها در دور اول، تیم یوتا جاز را با حساب ۱–۴ مغلوب کردند. در دور دوم تیم هیوستون راکتس را به سختی و با حساب ۳–۴ از پیش رو برداشتند و در دور سوم با حساب ۲–۴ از سد تیم دنور ناگتس گذشتند و به فینال مسابقات ان‌بی‌ای راه یافتند. تیم لس آنجلس لیکرز در فینال پذیرای تیم اورلاندو مجیک بود و توانست در پنج بازی، با نتیجهٔ ۱–۴ این تیم را شکست دهد. این پانزدهمین باری است که تیم لس آنجلس لیکرز و چهارمین باری است که کوبی قهرمان ان‌بی‌ای می‌شود.
کوبی برندهٔ جایزهٔ بهترین بازیکن فینال شد.
او در این فصل به همراه هم بازی اسبق خود (شکیل اونیل) بهترین بازیکن بازی ستارگان شد.
کوبی برایانت نتوانست جایزهٔ بهترین بازیکن لیگ ان‌بی‌ای را ازآن خود کند، او بعد از لبران جیمز، دوم شد.
فصل ۲۰۱۰–۲۰۰۹ یکی از بهترین فصل‌های دوران ورزشی کوبی به‌شمار می‌رود. او در این فصل در بازی مقابل کلیولند هزارمین بازی خود را در لیگ با پیراهن لیکرز انجام داد. کوبی و هم تیمی‌هایش قبل از بازی با تیم ویزارد، به عنوان قهرمان سال ۲۰۰۹ با باراک اوباما در کاخ سفید دیدار کردند. این نخستین دیدار باراک اوباما از قهرمان ان‌بی‌ای از زمان ورودش به کاخ سفید به‌شمار می‌رود. کوبی در این فصل توانست در شش دیدار، در لحظات پایانی بازی با شوت زنی، پیروزی را برای تیمش به ارمغان بیاورد و ثابت کند که در لحظات حساس بهترین است. این یک رکورد در تاریخ لیگ به‌شمار می‌رود. (در بازی با میامی، میلواکی، سکرامنتو، بوستون، ممفیس و تیم تورنتو رپترز). وی در اواسط فصل قرارداد خود را به ارزش ۸۷ میلیون دلار و به مدت سه سال دیگر (تا سال ۲۰۱۴) با تیم لیکرز تمدید کرد. کوبی در این فصل به عنوان بازیکنی که بیشترین امتیازات را در تاریخ باشگاه لس آنجلس لیکرز بدست آورده نیز شناخته شد و از جری وست بزرگ نیز پیشه گرفت.
کوبی برایانت با درخشش خود و با کمک دیگر بازیکنان تیم لیکرز مانند پاو گسال اسپانیایی، اندرو باینام، ران آرتست و درک فیشر موفق شدند تیم لیکرز را با ۵۷ برد و ۲۵ باخت به عنوان تیم اول کنفرانس غرب به مسابقات حذفی برسانند. آمار کوبی در این فصل ۲۷ امتیاز، ۵/۵ ریباند و ۵ پاس گل در هر بازی بود. تیم لیکرز در این فصل در راند اول مسابقات موفق شد با نتیجه ۴–۲ تیم اکلاهماسیتی را با ستاره‌اش یعنی کوین دورانت که در این فصل بهترین گل زن لیگ به‌شمار می‌رفت را شکست دهد. در راند دوم کوبی و یارانش موفق شدند تیم یوتا جاز را با حساب ۴–۰ و با اقتدار از گردونه مسابقات حذف کنند. تیم لیکرز در فینال کنفرانس غرب در مقابل فینیکس سانز هم موفق شد تا با درخشش کوبی و با نتیجه ۴ بر ۲ این تیم را شکست دهد. لیکرز با گرفتن انتقام سال‌های ۲۰۰۶ و ۲۰۰۷ خود را برای سی و یکمین بار به فینال مسابقات ان‌بی‌ای رساند. آمار کوبی در مقابل فینیکس ۳۳ امتیاز در هر بازی بود.
تیم لیکرز در فینال مقابل بوستون سلتیکس رقیب دیرینه و سرسخت خود قرار گرفت. این دوازدهمین باری بود که این دو تیم در فینال مقابل هم قرار می‌گرفتند و جالب اینکه تیم لیکرز تاکنون تنها دو بار در فینال موفق به پیروزی در مقابل این حریف دیرینه شده بود. از این رو کارشناسان این فینال را یک فینال کلاسیک و به عنوان لیکرز سلتیکس قسمت ۱۲ معرفی کردند. در نهایت این فینال نفس گیر و حساس به بازی آخر یعنی بازی هفتم کشیده شد که با توجه به پیروزی‌های بیشتر تیم لیکرز در مرحله مقدماتی این بازی به میزبانی تیم لیکرز انجام شد. تیم لیکرز در این دیدار حساس موفق شد تا با نتیجه ۸۳ بر ۷۹ تیم قدرتمند بوستون سلتیکس را شکست دهد و برای شانزدهمین بار قهرمان مسابقات ان‌بی‌ای لقب گیرد و اختلاف قهرمانی‌های خود را با تیم بوستون به حداقل برساند. کوبی در بازی هفتم با بدست آوردن ۲۳ امتیاز بهترین گلزن بازی معرفی شد. او با آمار ۲/۲۹ امتیاز توانست جایزه بهترین بازیکن دور فینال را هم از آن خود کند. از این جهت که این نخستین باری بود که تیم لیکرز در بازی هفتم بوستون را مغلوب کرده بود، کوبی در مصاحبه بعد از بازی اعلام کرد که این بهترین قهرمانی من به همراه لیکرز بوده‌است.
کوبی برایانت نخستین بار در سال ۲۰۰۶ برای تیم بسکتبال ایالات متحده آمریکا به میدان رفت. این تیم در سال ۲۰۰۷ با شکست دادن همهٔ حریفان خود در مسابقات قارهٔ آمریکا، به مسابقات المپیک چین راه یافت. تیم بسکتبال ایالات متحده آمریکا که متشکل از بهترین بازیکنان ان‌بی‌ای می‌باشد، در المپیک سال ۲۰۰۸ با اقتدار قهرمان شد. کوبی در بازی فینال، مقابل تیم اسپانیا، ۲۰ امتیاز گرفت و تیم بسکتبال ایالات متحده آمریکا با نتیجهٔ ۱۰۷–۱۱۸ به پیروزی رسید.

### به دنبال ششمین قهرمانی ۲۰۱۳–۲۰۱۰
برایانت خواهان ششمین قهرمانی بود تا با رکورد جردن برابر کند. لیکرز فصل ۲۰۱۱–۲۰۱۰ را با ۸ برد پیاپی آغاز کرد.

## زندگی خصوصی

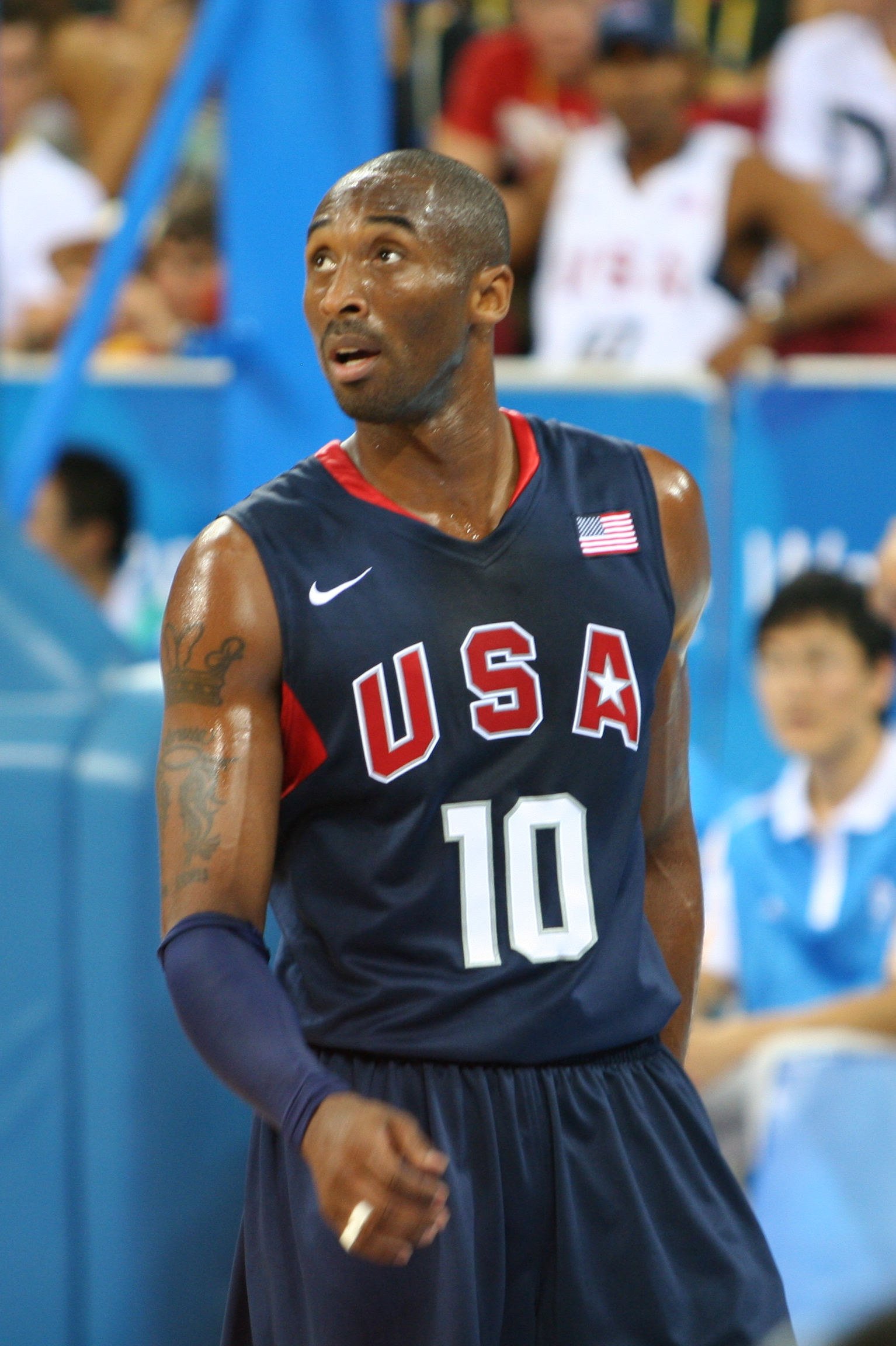
المپیک ۲۰۰۸

کوبی برایانت نخستین بار ونسا لین را در سال ۱۹۹۹، هنگامی که ۲۱ سال داشت ملاقات کرد. کوبی برای تکمیل آلبوم موسیقیش که هیچ وقت به بازار عرضه نشد، وارد ساختمانی شد که در آن ونسا، ۱۷ ساله در حال رقص برای یک موزیک ویدئو بود. آنها در مه ۲۰۰۰ نامزد کردند. چون ونسا هنوز در دبیرستان تحصیل می‌کرد، برای اینکه زیر ذره بین رسانه‌های گروهی نباشد، تحصیل در دبیرستان را رها کرد و خود در خانه تحصیلش را ادامه داد. آنها در سال ۲۰۰۱ ازدواج کردند. پدر و مادر کوبی، ۲ خواهر او و وکیلش در مراسم ازدواج او شرکت نداشتند. دلایل پدر و مادر کوبی برای شرکت نکردن در مراسم ازدواج او، پایین بودن سن او برای ازدواج و نیز آفریقایی - آمریکایی نبودن همسر او بود.  کوبی به مدت دو سال ارتباط خود را با پدر و مادرش قطع کرد.
نخستین دختر کوبی و ونسا، ناتالیا دایامینت برایانت، در ۱۹ ژانویه ۲۰۰۳ به دنیا آمد. به دنیا آمدن او، بهانه‌ای برای آشتی کردن کوبی و پدر و مادرش شد. جیانا ماریا - اونور، دختر دوم کوبی و ونسا در اول می ۲۰۰۶، شش دقیقه زودتر از دختر شکیل اونیل، مِآرا سنا، به دنیا آمد.

### اتهام تجاوز جنسی
در تابستان ۲۰۰۳، پلیس کلرادو، کوبی برایانت را به دلیل تجاوز به کتلین فیبر ۱۹ ساله بازداشت کرد.
کتلین که از کارکنان هتل محل اقامت کوبی برایانت در کلرادو بود، ادعا کرد که کوبی، شب قبل از جراحی زانویش به او تجاوز کرده‌است. کوبی برایانت رابطهٔ جنسی با کتلین را پذیرفت اما اتهام تجاوز جنسی را رد کرد.
این اتهام شهرت کوبی برایانت را تخریب کرد. قرار دادهای او با مک دونالدز و نوتلا فسخ شد و فروش پیراهن بسکتبال او بشدت کاهش یافت.
با این همه، در سپتامبر ۲۰۰۴، به دلیل حاضر نشدن شاکی، کتلین فیبر در دادگاه، پرونده بسته شد. کوبی از کتلین عذرخواهی کرد؛ «با اینکه من هنوز معتقدم که رابطهٔ ما توافقی بوده‌است اما قبول دارم که او این اتفاق را طور دیگری دیده و همچنان می‌بیند.»
کتلین پروندهٔ دیگری علیه برایانت تشکیل داد و این بار هر دو به توافقاتی رسیدند که هیچ‌گاه بر عموم اعلام نشد.

## ثروت و دارایی
کوبی برایان بر پایه سایت فوربس در سال ۲۰۱۳ پس از تایگر وودز و راجر فدرر سومین کسی بود که به درآمد سالیانه ۶۲ میلیون دلار رسیده‌است.

## روز کوبی در لس آنجلس
'خوسه لوئیس اویسار' عضو شواری شهر در این باره به برایانت گفت: در طول ۲۰ سالی که در تیم این شهر حضور داشتی موفقیت‌های زیادی کسب کردی و همیشه به باشگاهت وفادار ماندی. انتخاب روزی به نام کوبی برایانت قدردانی شهر لس آنجلس از توست. ۲۴ اوت روز کوبی برایانت در لس آنجلس است.

### کوبی برایانت و مایکل جکسون
وقتی کوبی برایانت در ۱۸ سالگی به لس آنجلس لیکرز آمد، مایکل جکسون با او تماس گرفت. برایانت می‌گوید:
عجیب به نظر می‌رسد، اما حقیقت دارد. او مربی‌ام بود و به من آمادگی می‌داد. ما همیشه در این مورد که او چگونه خود را برای خلق موسیقی و اجرای کنسرت آماده می‌ساخت، صحبت می‌کردیم. او مسیرهایی که خود طی کرده بود را به من آموزش می‌داد. اینکه چگونه آلبوم تریلر و بد را ساخته‌است. با تمامی جزئیاتش برایم بازگو می‌کرد. این تمام اعتباری بود که من نیاز داشتم - اینکه بدانم باید بر کارم تمرکز کنم و هرگز سست نشوم. زیرا کاری که او کرد و شیوه‌ای که انجامش داد، با استفاده از نیروی ذهن و روان بود. او کمک کرد مرا به سطحی برساند که بتوانم در بازی با شک (شکیل اونیل) سه عنوان قهرمانی بدست آورم. این به خاطر آمادگی‌ها و درس‌هایی بود که از او دریافت کرده بودم؛ و تمامش در جهت رشد و پیشرفت است. این به خاطر ذهنیتی است که دارم، به خاطر عضله و زور بازو نیست. این را از (مایکل) جوردن نگرفته‌ام. این را از سایر قهرمانان نگرفته‌ام. این را از مایکل جکسون گرفته‌ام.
یکی از چیزهایی که همیشه به من می‌گفت این بود که از متفاوت بودن نترس. به دیگر سخن، وقتی آن شور و اشتیاق، آن پویایی و جنبش را در وجودت داری، مردم سعی خواهند کرد که آن را از شما بگیرند و شما را به سمتی بکشانند که عادی باشید. او می‌گفت متفاوت بودن هیچ ایرادی ندارد. اینکه چنان اشتیاق و تلاشی برای کاری داشته باشی یا فکر و ذکرت، کارت باشد، خوب است. کاملاً خوب است. از قرار گرفتن در این مسیر نترس. یکی از کتاب‌هایی که به من داد و کمکم کرد که با خودم ارتباط برقرار کنم، جاناتان لوینگستون سی‌گل (مرغ دریایی جاناتان لیوینگستون اثر ریچارد باخ) بود که موضوع آن در همین زمینه‌هاست. ورای نابغه‌ای که او بود، یک انسان ذاتاً، ذاتاً زیبا قرار داشت. او کاری کرد که من خُرهٔ فیلم‌هایی شوم که هرگز عادت نداشتم نگاه کنم. فیلم‌های فرد استر، تمامی آن فیلم‌های کلاسیک. من هرگز آن‌ها را نگاه نمی‌کردم و او ذهن مرا به سمت آن‌ها گشود. یادم می‌آید من و نامزدم به او گفتیم که داریم ازدواج می‌کنیم و او واقعاً به وجد آمد و پیشنهاد داد که مراسم را در مزرعه‌اش نورلند برگزار کنیم. اما از آنجا که ازدواج ما مخفیانه بود، در یک کلیسا ازدواج کردیم. اما به هر حال او پیشنهاد نورلند را به ما داده بود. او ذاتاً یک انسان بسیار نیکو بود که یک تیزهوشی استثنائی داشت. تیزهوشی‌اش استثنائی بود، و پشتکار و نبوغ داشت. تمامی این ویژگی‌ها را با هم بیامیزید. حاصل کار، مایکل جکسون است.

## کشته شدن
کوبی برایانت به همراه دختر سیزده ساله اش جیانا و هفت نفر دیگر،از جمله مربی بیسبال جان آلتوبلی، همسرش کری و دخترش آلیسا. پیتون چستر و مادرش سارا؛ مربی بسکتبال کریستینا ماوزر; و خلبان، آرا ذوبیان. در روز یکشنبه ۲۶ ژانویه ۲۰۲۰ در  سقوط هلیکوپتر خصوصی مدل سیکورسکی اس ۷۶ در نزدیکی کالاباساس، کالیفرنیا در سن ۴۱ سالگی درگذشت.

### واکنش‌ها به درگذشت وی
در ۲۷ دسامبر، بازیکنان لیگ NBA در شروع بازی‌های این هفتهٔ خود خطای ۲۴ ثانیه را در احترام به شماره ۲۴ سابق لس آنجلس لیکرز انجام دادند.
- دونالد ترامپ: «این خبر وحشتناک است!»[۲۸]
- مایکل جردن: «مثل برادر کوچکم بود. کلمات نمی‌توانند درد مرا بیان کنند»[۲۹]
- باراک اوباما: «کوبی در زمین بازی یک افسانه بود و تازه مرحله دوم زندگی خود را آغاز کرده بود»[۲۹]
- آلیشیا کیز: «لس‌آنجلس، آمریکا و همه جهان یک قهرمان را از دست داد. ما با قلبی شکسته درست در خانه‌ای ایستاده‌ایم که کوبی برایانت آن را ساخته‌است».[۲۹]
- اسپیک لی: «من به خانواده برایانت و شهر لس‌آنجلس تسلیت می‌گویم. کوبی برایانت واقعاً بزرگتر از بسکتبال بود، از شنیدن خبرهای غم‌انگیز دربارهٔ کوبی، جیجی، جان آلتوبلی و بقیه مسافران ناراحت شدم. همه دلشان برای آن‌ها تنگ خواهد شد.»

از دوشنبه جمعیت کثیری از هوادارانش در مرکز ورزشی «استیپلز سنتر» در شهر لس‌آنجلس، که محل بسیاری از لحظات دیدنی دوران ورزشی کوبی برایانت بود، برای ادای احترام به او جمع شدند.
رافائل نادال، ستاره اسپانیایی تنیس، پس از پایان مسابقه خود در رقابت‌های اوپن استرالیا در حالی که کلاه باشگاه لیکرز را پوشیده بود، کوبی برایانت را «یکی از بزرگترین ورزشکاران تاریخ» خواند.

### غرامت برای انتشار عکس مرده‌ها
در مارس ۲۰۲۳ مسئولان شهرستان لس آنجلس با پرداخت غرامت ۲۸ میلیون و ۸۵۰ هزار دلاری به بیوه کوبی برایانت بابت انتشار عکس‌های دلخراش از حادثه سقوط هلیکوپتر او موافقت کرد. ونسا، همسر برایانت منتشرکننده آن عکس‌ها را به استفاده از بقایای انسانی در قالب سوغاتی‌های تجاری متهم کرده بود. او گفته بود چهار معاون کلانتر، بدون دلیل عکس‌های کودکان، والدین و مربیان مرده را که برای دیدن یک بازی بسکتبال سفر می‌کردند در یک میخانه منتشر کرده‌اند. وکلای شهرستان لس آنجلس شکایت همسر برایانت را معقول و منصفانه دانستند.

## آمارهای حرفه‌ای ان‌بی‌ای
| † | Denotes seasons in which Bryant won an NBA championship |
| * | Led the league                                          |

منبع:

### فصل معمولی
| سال      | تیم            | بازی‌های انجام داده | بازی‌های انجام داده به عنوان بازیکن شروع‌کننده | میانگین دقایق بازی | درصد پرتاب منطقه‌ای٪ | درصد پرتاب منطقه‌ای ۳ امتیازی٪ | درصد پرتاب آزاد٪ | میانگین ریباندها در هر بازی | میانگین پاس‌های منجر به امتیاز در هر بازی | میانگین توپ ربایی‌ها در هر بازی | میانگین بلاک‌ها در هر بازی | میانگین امتیازات در هر بازی |
| -------- | -------------- | ------------------ | -------------------------------------------- | ------------------ | ------------------- | ----------------------------- | ---------------- | --------------------------- | ---------------------------------------- | ------------------------------ | ------------------------- | --------------------------- |
| ۹۷–۱۹۹۶  | لس آنجلس لیکرز | ۷۱                 | ۶                                            | ۱۵٫۵               | .۴۱۷                | .۳۷۵                          | .۸۱۹             | ۱٫۹                         | ۱٫۳                                      | .۷                             | .۳                        | ۷٫۶                         |
| ۹۸–۱۹۹۷  | لس آنجلس لیکرز | ۷۹                 | ۱                                            | ۲۶٫۰               | .۴۲۸                | .۳۴۱                          | .۷۹۴             | ۳٫۱                         | ۲٫۵                                      | .۹                             | .۵                        | ۱۵٫۴                        |
| ۹۹–۱۹۹۸  | لس آنجلس لیکرز | ۵۰                 | ۵۰                                           | ۳۷٫۹               | .۴۶۵                | .۲۶۷                          | .۸۳۹             | ۵٫۳                         | ۳٫۸                                      | ۱٫۴                            | ۱٫۰                       | ۱۹٫۹                        |
| ۰۰–۱۹۹۹† | لس آنجلس لیکرز | ۶۶                 | ۶۲                                           | ۳۸٫۲               | .۴۶۸                | .۳۱۹                          | .۸۲۱             | ۶٫۳                         | ۴٫۹                                      | ۱٫۶                            | .۹                        | ۲۲٫۵                        |
| ۰۱–۲۰۰۰† | لس آنجلس لیکرز | ۶۸                 | ۶۸                                           | ۴۰٫۹               | .۴۶۴                | .۳۰۵                          | .۸۵۳             | ۵٫۹                         | ۵٫۰                                      | ۱٫۷                            | .۶                        | ۲۸٫۵                        |
| ۰۲–۲۰۰۱† | لس آنجلس لیکرز | ۸۰                 | ۸۰                                           | ۳۸٫۳               | .۴۶۹                | .۲۵۰                          | .۸۲۹             | ۵٫۵                         | ۵٫۵                                      | ۱٫۵                            | .۴                        | ۲۵٫۲                        |
| ۰۳–۲۰۰۲  | لس آنجلس لیکرز | ۸۲                 | ۸۲                                           | ۴۱٫۵               | .۴۵۱                | .۳۸۳                          | .۸۴۳             | ۶٫۹                         | ۵٫۹                                      | ۲٫۲                            | .۸                        | ۳۰٫۰                        |
| ۰۴–۲۰۰۳  | لس آنجلس لیکرز | ۶۵                 | ۶۴                                           | ۳۷٫۶               | .۴۳۸                | .۳۲۷                          | .۸۵۲             | ۵٫۵                         | ۵٫۱                                      | ۱٫۷                            | .۴                        | ۲۴٫۰                        |
| ۰۵–۲۰۰۴  | لس آنجلس لیکرز | ۶۶                 | ۶۶                                           | ۴۰٫۷               | .۴۳۳                | .۳۳۹                          | .۸۱۶             | ۵٫۹                         | ۶٫۰                                      | ۱٫۳                            | .۸                        | ۲۷٫۶                        |
| ۰۶–۲۰۰۵  | لس آنجلس لیکرز | 80                 | 80                                           | 41.0               | .450                | .347                          | .850             | 5.3                         | 4.5                                      | 1.8                            | .4                        | ۳۵٫۴*                       |
| ۰۷–۲۰۰۶  | لس آنجلس لیکرز | 77                 | 77                                           | 40.8               | .463                | .344                          | .868             | 5.7                         | 5.4                                      | 1.4                            | .5                        | ۳۱٫۶*                       |
| ۰۸–۲۰۰۷  | لس آنجلس لیکرز | ۸۲                 | ۸۲                                           | ۳۸٫۹               | .۴۵۹                | .۳۶۱                          | .۸۴۰             | ۶٫۳                         | ۵٫۴                                      | ۱٫۸                            | .۵                        | ۲۸٫۳                        |
| ۰۹–۲۰۰۸† | لس آنجلس لیکرز | ۸۲                 | ۸۲                                           | ۳۶٫۱               | .۴۶۷                | .۳۵۱                          | .۸۵۶             | ۵٫۲                         | ۴٫۹                                      | ۱٫۵                            | .۵                        | ۲۶٫۸                        |
| ۱۰–۲۰۰۹† | لس آنجلس لیکرز | ۷۳                 | ۷۳                                           | ۳۸٫۸               | .۴۵۶                | .۳۲۹                          | .۸۱۱             | ۵٫۴                         | ۵٫۰                                      | ۱٫۵                            | .۳                        | ۲۷٫۰                        |
| ۱۱–۲۰۱۰  | لس آنجلس لیکرز | ۸۲                 | ۸۲                                           | ۳۳٫۹               | .۴۵۱                | .۳۲۳                          | .۸۲۸             | ۵٫۱                         | ۴٫۷                                      | ۱٫۲                            | .۱                        | ۲۵٫۳                        |
| ۱۲–۲۰۱۱  | لس آنجلس لیکرز | ۵۸                 | ۵۸                                           | ۳۸٫۵               | .۴۳۰                | .۳۰۳                          | .۸۴۵             | ۵٫۴                         | ۴٫۶                                      | ۱٫۲                            | .۳                        | ۲۷٫۹                        |
| ۱۳–۲۰۱۲  | لس آنجلس لیکرز | ۷۸                 | ۷۸                                           | ۳۸٫۶               | .۴۶۳                | .۳۲۴                          | .۸۳۹             | ۵٫۶                         | ۶٫۰                                      | ۱٫۴                            | .۳                        | ۲۷٫۳                        |
| ۱۴–۲۰۱۳  | لس آنجلس لیکرز | ۶                  | ۶                                            | ۲۹٫۵               | .۴۲۵                | .۱۸۸                          | .۸۵۷             | ۴٫۳                         | ۶٫۳                                      | ۱٫۲                            | .۲                        | ۱۳٫۸                        |
| ۱۵–۲۰۱۴  | لس آنجلس لیکرز | ۳۵                 | ۳۵                                           | ۳۴٫۵               | .۳۷۳                | .۲۹۳                          | .۸۱۳             | ۵٫۷                         | ۵٫۶                                      | ۱٫۳                            | .۲                        | ۲۲٫۳                        |
| ۱۶–۲۰۱۵  | لس آنجلس لیکرز | ۶۶                 | ۶۶                                           | ۲۸٫۲               | .۳۵۸                | .۲۸۵                          | .۸۲۶             | ۳٫۷                         | ۲٫۸                                      | .۹                             | .۲                        | ۱۷٫۶                        |
| Career   | Career         | ۱٬۳۴۶              | ۱٬۱۹۸                                        | ۳۶٫۱               | .۴۴۷                | .۳۲۹                          | .۸۳۷             | ۵٫۲                         | ۴٫۷                                      | ۱٫۴                            | .۵                        | ۲۵٫۰                        |
| All-Star | All-Star       | ۱۵                 | ۱۵                                           | ۲۷٫۶               | .۵۰۰                | .۳۲۴                          | .۷۸۹             | ۵٫۰                         | ۴٫۷                                      | ۲٫۵                            | .۴                        | ۱۹٫۳                        |

### پلی‌آف‌ها
| سال    | تیم            | بازی‌های انجام داده | بازی‌های انجام داده به عنوان بازیکن شروع‌کننده | میانگین دقایق بازی | درصد پرتاب منطقه‌ای٪ | درصد پرتاب منطقه‌ای ۳ امتیازی٪ | درصد پرتاب آزاد٪ | میانگین ریباندها در هر بازی | میانگین پاس‌های منجر به امتیاز در هر بازی | میانگین توپ ربایی‌ها در هر بازی | میانگین بلاک‌ها در هر بازی | میانگین امتیازات در هر بازی |
| ------ | -------------- | ------------------ | -------------------------------------------- | ------------------ | ------------------- | ----------------------------- | ---------------- | --------------------------- | ---------------------------------------- | ------------------------------ | ------------------------- | --------------------------- |
| ۱۹۹۷   | لس آنجلس لیکرز | ۹                  | ۰                                            | ۱۴٫۸               | .۳۸۲                | .۲۶۱                          | .۸۶۷             | ۱٫۲                         | ۱٫۲                                      | .۳                             | .۲                        | ۸٫۲                         |
| ۱۹۹۸   | لس آنجلس لیکرز | ۱۱                 | ۰                                            | ۲۰٫۰               | .۴۰۸                | .۲۱۴                          | .۶۸۹             | ۱٫۹                         | ۱٫۵                                      | .۳                             | .۷                        | ۸٫۷                         |
| ۱۹۹۹   | لس آنجلس لیکرز | ۸                  | ۸                                            | ۳۹٫۴               | .۴۳۰                | .۳۴۸                          | .۸۰۰             | ۶٫۹                         | ۴٫۶                                      | ۱٫۹                            | ۱٫۳                       | ۱۹٫۸                        |
| ۲۰۰۰†  | لس آنجلس لیکرز | ۲۲                 | ۲۲                                           | ۳۹٫۰               | .۴۴۲                | .۳۴۴                          | .۷۵۴             | ۴٫۵                         | ۴٫۴                                      | ۱٫۵                            | ۱٫۵                       | ۲۱٫۱                        |
| ۲۰۰۱†  | لس آنجلس لیکرز | ۱۶                 | ۱۶                                           | ۴۳٫۴               | .۴۶۹                | .۳۲۴                          | .۸۲۱             | ۷٫۳                         | ۶٫۱                                      | ۱٫۶                            | .۸                        | ۲۹٫۴                        |
| ۲۰۰۲†  | لس آنجلس لیکرز | ۱۹                 | ۱۹                                           | ۴۳٫۸               | .۴۳۴                | .۳۷۹                          | .۷۵۹             | ۵٫۸                         | ۴٫۶                                      | ۱٫۴                            | .۹                        | ۲۶٫۶                        |
| ۲۰۰۳   | لس آنجلس لیکرز | ۱۲                 | ۱۲                                           | ۴۴٫۳               | .۴۳۲                | .۴۰۳                          | .۸۲۷             | ۵٫۱                         | ۵٫۲                                      | ۱٫۲                            | .۱                        | ۳۲٫۱                        |
| ۲۰۰۴   | لس آنجلس لیکرز | ۲۲                 | ۲۲                                           | ۴۴٫۲               | .۴۱۳                | .۲۴۷                          | .۸۱۳             | ۴٫۷                         | ۵٫۵                                      | ۱٫۹                            | .۳                        | ۲۴٫۵                        |
| ۲۰۰۶   | لس آنجلس لیکرز | ۷                  | ۷                                            | ۴۴٫۹               | .۴۹۷                | .۴۰۰                          | .۷۷۱             | ۶٫۳                         | ۵٫۱                                      | ۱٫۱                            | .۴                        | ۲۷٫۹                        |
| ۲۰۰۷   | لس آنجلس لیکرز | ۵                  | ۵                                            | ۴۳٫۰               | .۴۶۲                | .۳۵۷                          | .۹۱۹             | ۵٫۲                         | ۴٫۴                                      | ۱٫۰                            | .۴                        | ۳۲٫۸                        |
| ۲۰۰۸   | لس آنجلس لیکرز | ۲۱                 | ۲۱                                           | ۴۱٫۱               | .۴۷۹                | .۳۰۲                          | .۸۰۹             | ۵٫۷                         | ۵٫۶                                      | ۱٫۷                            | .۴                        | ۳۰٫۱                        |
| ۲۰۰۹†  | لس آنجلس لیکرز | ۲۳                 | ۲۳                                           | ۴۰٫۸               | .۴۵۷                | .۳۴۹                          | .۸۸۳             | ۵٫۳                         | ۵٫۵                                      | ۱٫۷                            | .۹                        | ۳۰٫۲                        |
| ۲۰۱۰†  | لس آنجلس لیکرز | ۲۳                 | ۲۳                                           | ۴۰٫۱               | .۴۵۸                | .۳۷۴                          | .۸۴۲             | ۶٫۰                         | ۵٫۵                                      | ۱٫۳                            | .۷                        | ۲۹٫۲                        |
| ۲۰۱۱   | لس آنجلس لیکرز | ۱۰                 | ۱۰                                           | ۳۵٫۴               | .۴۴۶                | .۲۹۳                          | .۸۲۰             | ۳٫۴                         | ۳٫۳                                      | ۱٫۶                            | .۳                        | ۲۲٫۸                        |
| ۲۰۱۲   | لس آنجلس لیکرز | ۱۲                 | ۱۲                                           | ۳۹٫۷               | .۴۳۹                | .۲۸۳                          | .۸۳۲             | ۴٫۸                         | ۴٫۳                                      | ۱٫۳                            | .۲                        | ۳۰٫۰                        |
| Career | Career         | ۲۲۰                | ۲۰۰                                          | ۳۹٫۳               | .۴۴۸                | .۳۳۱                          | .۸۱۶             | ۵٫۱                         | ۴٫۷                                      | ۱٫۴                            | .۶                        | ۲۵٫۶                        |